# فيفا (ممثلة)
فيفا (بالإنجليزية: Viva)‏ هي ممثلة أمريكية، ولدت في 23 أغسطس 1938 في الولايات المتحدة.

## أعمال

### أفلام
- (1969) راعي البقر منتصف الليل[5]
- (1984) باريس، تكساس

## وصلات خارجية
- فيفا على موقع IMDb (الإنجليزية)
- فيفا على موقع ألو سيني (الفرنسية)
- فيفا على موقع أول موفي (الإنجليزية)
- فيفا على موقع قاعدة بيانات الأفلام السويدية (السويدية)
- فيفا على موقع قاعدة بيانات الفيلم (الإنجليزية)
- فيفا على موقع كينوبويسك (الروسية)